# Salato
Il salato è uno dei 5 sapori fondamentali percepiti dalle gemme gustative presenti nella bocca umana. L'ingrediente più comune a stimolare la percezione del salato è il comune sale da cucina; la stessa sensazione può però essere stimolata da qualsiasi sale di sodio, ad esempio l'acetato di sodio seppure meno intensamente. Il salato viene anche stimolato da altri sali non contenenti sodio, rimpiazzato da potassio o litio, che tuttavia possono essere tossici per il metabolismo umano e inducono anche una percettibile sensazione di amaro.

## Percezione del salato
A livello metabolico, i recettori del salato percepiscono la presenza di cationi in soluzione acquosa ed è quindi tipico, ma non esclusivo, delle soluzioni basiche.

## Interazione con gli altri gusti
Il gusto salato interferisce con la percezione del dolce e dell'amaro.
Per quanto riguarda l'interferenza con il dolce, il sale ne amplifica l'intensità finché è a bassa concentrazione. Più in generale una soluzione salata a bassa concentrazione viene percepita come dolce anche in assenza di dolcificante. Una semplice soluzione di sale da cucina in acqua, questa rimane insapore per una concentrazione inferiore a 0,009 M e viene poi percepita progressivamente sempre più dolce fino a 0,030 M. Per concentrazioni comprese tra 0,030 M e 0,040 M il sapore è misto dolce-salato per diventare poi salato puro sopra 0,040 M.
Al contrario, l'interferenza con l'amaro è di tipo distruttivo: una piccola concentrazione di sale può diminuire drasticamente la percezione dell'amaro.
Infine il salato viene parzialmente smorzato dalla piperina, sostanza responsabile della sensazione piccante propria del pepe.